# Адамовський Андрій Григорович
Андрі́й Григо́рович Адамо́вський (нар. 1 березня 1962, Фрунзе (нині Бішкек)) — український бізнесмен, меценат, колекціонер сучасного мистецтва єврейського походження. Сфера діяльності — комерційна нерухомість, роздрібна торгівля, комунікації зв'язку. Співзасновник Фонду українського авангардного мистецтва, якому належить одна з найбільших колекцій творів українського та російського мистецтва другої половини XIX — початку XX століття. Почесний академік Національної академії мистецтв України.

## Біографія
Народився 1 березня 1962 року в столиці Киргизстану Бішкеку (на той час — Фрунзе).
З 1969 по 1979 рік відвідував загальноосвітню школу в Бішкеку.
З 1979 по 1984 рік навчався в Киргизькому національному університеті за спеціальністю «Прикладна математика».
У 1984—1989 роках працював інженером, старшим викладачем на факультеті програмування Киргизького державного університету.
З 1990 по 1995 рік був генеральним директором компанії «Акація».
З 1995 по 2011 рік — генеральний директор торговельної компанії «Reeferway LTD».
З 1995 по 2005 рік — засновник і головний акціонер телекомунікаційної компанії «FARLEP», яка мала більш ніж 200 000 клієнтів. У 2005 році компанію продали «Систем кепітал менеджмент».
З 2003 по 2006 рік — акціонер та член правління корпорації «Індустріальний союз Донбасу» (ІСД), акції якої Адамовський продав у 2006 році.
З 2002 по 2009 рік — засновник і головний акціонер компанії «VikOil».
З 2005 року є основним акціонером і членом Наглядової ради компанії «Infomir and Loko Digital».
З 2007 року займається нерухомістю в Україні, зокрема розвитком торгових центрів.

## Ранні роки
Андрій Адамовський народився у Киргизії, працював у Москві та остаточно оселився в Україні ще в 1990-х.
Першим великим бізнесом Андрія Адамовського стала телекомунікаційна компанія «FARLEP». Вона обслуговувала понад 200 000 клієнтів. У 2005 році бізнесмен продав актив групі компаній SCM Рината Ахметова.
2003 року став акціонером і членом правління «Індустріального союзу Донбасу». Свою діяльність в «ІСД» Адамовський завершив у 2006 році, продавши акції.
Був співвласником 120 заправних станцій «Укртатнафта» через компанію «VikOil». У 2010 році продав пакет акцій «VikOil» англо-російській нафтовій компанії «ТНК-BP».
Починаючи з 2007 року, Андрій Адамовський працює на ринку комерційної нерухомості. Один з амбітних проектів — бізнес-парк ім. Горького вартістю близько 1 млрд дол. — не був реалізований через світову фінансову кризу. У 2011 році бізнесмен вигідно продав цей багатофункціональний комплекс.
Сьогодні Андрій Адамовський є власником ТРЦ «Art Mall» — багатофункціонального комплексу, у якому розміщено близько 200 магазинів, парки розвитку і відпочинку для дітей.

## Скандали

### Конфлікт довкола ТРЦ «Sky Mall»
Торговий центр «Sky Mall» 2006 року почав будувати естонський бізнесмен Гіллар Тедер. У 2009 році в бізнесмена виникли проблеми з фінансуванням. У 2010 році Адамовський інвестував 40 млн дол. в ТРЦ «Sky Mall» в обмін на 50 % плюс 1 акцію торгового центру з опціоном, який передбачав моживість Тедером викупити свої акції назад. Умови угоди з Гілларом Тедером передбачали зворотний продаж частки Адамовського за 50 млн дол. Проте Адамовський відмовився продати Тедеру свою частку, вважаючи, що той порушив умови угоди в частині конфіденційності.
У 2014 році Лондонський міжнародний арбітражний суд підтвердив право Тедера отримати свої 50 %+1 акція відповідно до опціону. У березні 2015 року Лондонський міжнародний арбітражний суд знову підтвердив право Тедера на отримання акцій.
У 2015 році Голосіївський районний суд міста Києва встановив відсутність у Гіллара Тедера права вимоги.
24 лютого 2016 року Президент України Петро Порошенко звільнив суддю, який прийняв незаконне рішення щодо торгового центру «Sky Mall».
У травні 2016 року крапку в суперечці поставив Лондонський міжнародний арбітражний суд, ухваливши рішення передати всі акції «Assofit Holdings Limited» у власність «Arricano Real Estate Plc» не пізніше 5 червня того ж року.
У липні 2020 року новим власником ТРЦ «Sky Mall» став бізнесмен Іван Фурсін (колишній бізнес-партнер Дмитра Фірташа).

### Розкрадання грошей Міноборони України
Адамовський є інвестором фірми «Трейд Коммодіті», яку НАБУ і САП підозрюють у причетності до злочинної схеми щодо постачання палива для Міністерства оборони України за завищеними цінами, чим державі завдано збитків на суму 149 млн грн (ч. 5 ст. 191 ККУ — «Привласнення, розтрата майна або заволодіння ним шляхом зловживання службовим становищем»).

## ІТ-бізнес
Андрій Адамовський є одним із засновників групи компаній «Infomir», основною спеціалізацією яких є розробка, проектування, виробництво та супровід обладнання та клієнтських пристроїв для послуг IPTV, OTT і VoD.
До складу підприємства входять: два спеціалізованих конструкторських бюро; лабораторія широкосмугових мереж; служба технічної та сервісної підтримки; консультаційний центр із впровадження та надання мультимедійних послуг VoD/IPTV. Офіційні представництва та логістичні центри компанії розташовані в Німеччині, Естонії, США та ОАЕ. Компанія має власні виробничі потужності для інжинірингу та дослідного виробництва.
Завод промислової та побутової електроніки «TeleTec» сертифіковано на відповідність стандарту ISO 9001:2015 («Система управління якістю»). Також використовуються майданчики контрактного виробника — компанії «Jabil Circuit».
«Infomir» експортує свої продукти в 150 країн світу і є однією з найбільших ІТ-компаній в Україні. Офіс і виробничі потужності розміщено в Одесі.

## Участь у єврейських громадських організаціях України
У різні роки Андрій Адамовський був співкерівником двох найбільших єврейських організацій України: Ваад України (у 2014—2020 роках) та Єврейської конфедерації України (ЄКУ, з 2018 року і донині).
У 2014—2020 роках Андрій Адамовський був спів-президентом Ваад України (разом із Йосифом Зісельсом), а у 2014—2020 роках як спів-голова ВААД України представляв її як віцепрезидент Світового єврейського конгресу (до 2014 року Ваад України як віце-президент представляв Йосиф Зісельс).
Після обрання президентом Єврейської конфедерації України (ЄКУ) Бориса Ложкіна у 2018 році організація відбулися суттєві змінени у керівництві ЄКУ: з Наглядової ради ЄКУ виключили багаторічного виконавчого віцепрезидента ЄКУ Йосифа Зісельса як представника Ваад України у ЄКУ, а натомість до Наглядової ради було включено нового спів-президента Ваад України Андрія Адамовского.

## Меценатство і сфера мистецтва
Андрій Адамовський — член наглядової ради Національного музею «Київська картинна галерея» та Одеського художнього музею.
У 2009 році заснував у Києві Центр сучасного мистецтва М17.
У 2010 році на аукціоні Sotheby's спільно з партнерами придбав унікальну колекцію картин одеських авангардних художників початку XX ст.
З 2015 року як співпрезидент «Ваад» бере участь у реконструкції ритуального Будинку прощання на чернівецькому єврейському цвинтарі «Бейт-Кадішін», збудованого у 1905 році. За підтримки уряду Німеччини, Всесвітнього об'єднання буковинських євреїв, Світового єврейського конгресу та меценатів планується відреставрувати будівлю до 2024 року. Також поруч буде споруджено трирівневий павільйон із меморіальним музеєм, розділеним на тематичні блоки з експозиціями, які відображатимуть австро-угорський період (з середини XIX століття до 1918 року), період румунського правління (1918—1940), період радянської анексії Північної Буковини (1940—1941), трагедію Голокосту, післявоєнний час і радянський період аж до сучасної України.
У 2018 році став співзасновником Клубу колекціонерів. Основна задача останнього — розвиток сучасного мистецтва України.
У 2018 році заснував Фонд Adamovskiy Foundation. Діяльність Фонду має некомерційний характер і націлена на збереження та вивчення культурної спадщини України та країн Східної Європи. Предметом уваги Фонду є: мистецтво кінця XIX сторіччя (передвижники), межі XIX — ХХ сторічь (Срібна доба), художники «Паризької школи», авангардні течії ХХ сторіччя (супрематизм, конструктивізм, футуризм та інші), сучасна скульптура, сучасне українське мистецтво. У 2019 році започатковано професійну премію для скульпторів M17 Sculpture Prize, покликану збільшити популярність скульптурних медіа в Україні. Постійно поповнюється колекція Фонду. Ведеться активна виставкова діяльність, спрямована на її популяризацію. Серед реалізованих проектів: виставка колекції Андрія Адамовського в Національному музеї «Київська картинна галерея», виставка робіт із колекції Якова Перемена в Національному художньому музеї України.

## Сім'я
Має двох дітей — Дмитра та Якова.

## Статки
У 2011 році «Фокус» оцінив статки Адамовського в 226,7 млн дол. Також Андрій Адамовський потрапив у «Золоту сотню» журналу «Кореспондент», посівши 69-те місце. За версією видання, його капітал склав 131 млн дол.
У 2012 році в «Золотій сотні» Андрій Адамовський посів 38-ме місце зі статком у 263 млн дол.
У 2013 році «Фокус» оцінив стан Андрія Адамовського в 262,5 млн дол. (65-те місце рейтингу «200 найбагатших людей України»).
У неофіційному рейтингу найбагатших людей України, який складає журнал «Новое время», за підсумками 2018 року Андрій Адамовський опинився на 63-му місці. Журналісти оцінюють його статки в 93 млн дол.